# Vitivinicultura da Califórnia
A produção de vinho na Califórnia tem uma rica história de viticultura desde 1680, quando missionários jesuítas espanhóis plantaram videiras Vitis vinifera nativas da região mediterrânea em suas missões estabelecidas para produzir vinho para serviços religiosos. Na década de 1770, os missionários espanhóis continuaram a prática sob a direção do padre Junípero Serra, que plantou o primeiro vinhedo da Califórnia na  Missão San Juan Capistrano.
A produção contemporânea de vinho na região cresceu constantemente desde o fim da Lei Seca, mas ficou principalmente conhecida por seus vinhos doces [en], de estilo Porto e vinhos de mesa. Com o mercado favorecendo as marcas francesas, o setor de vinhos de mesa da Califórnia cresceu modestamente, mas rapidamente ganhou destaque internacional na Prova de Vinhos de Paris de 1976, quando renomados enófilos franceses, em uma degustação às cegas [en], classificaram os vinhos californianos acima das principais etiquetas francesas nas categorias Chardonnay e Cabernet Sauvignon. O resultado causou um “choque” na indústria vinícola, já que a França era considerada o principal produtor dos melhores vinhos de mesa do mundo. Esse evento contribuiu para expandir o reconhecimento e o prestígio dos produtores do chamado 'novo mundo' [en], especificamente da "Golden State".
O estado produz cerca de noventa por cento do vinho produzido nos Estados Unidos [en] e é o quarto maior produtor de vinho entre as nações independentes do mundo. A Califórnia possui mais de 4.200 vinícolas, variando de pequenas produtoras locais a grandes corporações com distribuição internacional, além de quase 6.000 vinhedos e produtores. A região de Wine Country, no norte da Califórnia, é reconhecida internacionalmente como uma das principais áreas de cultivo de vinhos.

## História

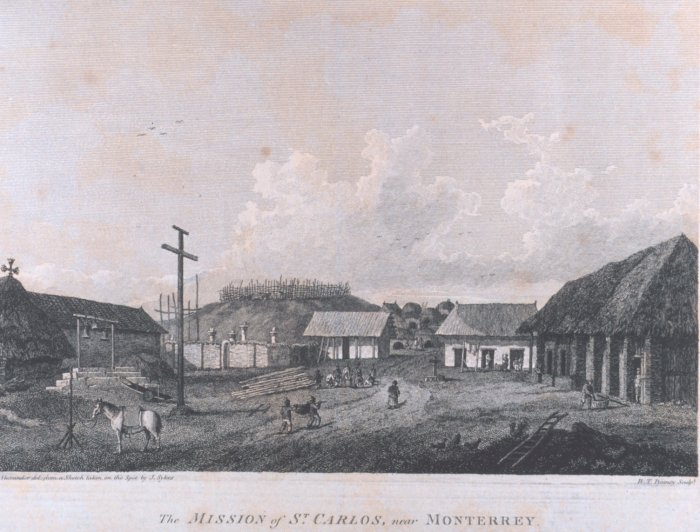
en, fundada próxima de Monterey.

As videiras Vitis vinifera, uma espécie de uva para vinho nativa da região mediterrânea, foram introduzidas no estado da Califórnia no século XVIII pelos missionários espanhóis, que plantavam vinhedos em cada missão que estabeleciam. O vinho era usado em sacramentos religiosos e também na vida cotidiana. As mudas da videira da “uva preta comum” (como era conhecida) trazidas ao 'novo mundo' por Hernán Cortés em 1520 foram usadas para iniciar os vinhedos do México. A associação da uva com a igreja fez com que ela ficasse conhecida como missão da uva [en], que se tornaria a variedade de uva dominante na Califórnia até o século XX.
A Corrida do ouro na Califórnia, em meados do século XIX, trouxe ondas de novos colonos para a região, aumentando a população e a demanda local por vinho. O recém-crescido setor vinícola se estabeleceu no norte da Califórnia, nos condados de Sonoma [en] e Napa. A primeira vinícola comercial da Califórnia, a Buena Vista Winery [en], foi fundada no ano de 1857 por Agoston Haraszthy [en] e está localizada em Sonoma. John Patchett [en] abriu a primeira vinícola comercial na área que hoje é o condado de Napa em 1859. Durante esse período, algumas das mais antigas vinícolas da Califórnia foram fundadas, incluindo a Buena Vista Winery, Gundlach Bundschu [en], Inglenook [en], Markham Vineyards [en] e Schramsberg Vineyards [en]. Os imigrantes chineses [en] desempenharam um importante papel no desenvolvimento do setor vinícola californiano durante esse período – construindo vinícolas, plantando vinhedos, cavando as adegas subterrâneas e colhendo uvas. Alguns chegaram a trabalhar como produtores de vinho antes da aprovação da Lei de Exclusão Chinesa, que afetou gravemente a comunidade chinesa em favor do incentivo à “mão de obra branca”. Em 1890, a maioria dos trabalhadores chineses estava fora do setor vinícola.

### Filoxera e a proibição
O final do século XIX também viu o advento da epidemia de filoxera, um tipo de parasita semelhante aos pulgões, que já havia devastado a França e outros vinhedos europeus. Os vinhedos foram destruídos, e muitas operações menores foram à falência. A solução de enxertar porta-enxertos americanos resistentes era bem conhecida, e o setor vinícola californiano conseguiu se recuperar rapidamente, aproveitando a oportunidade para expandir o plantio de novas variedades de uvas. Na virada do século XX, cerca de 300 variedades de uvas estavam sendo cultivadas no estado, abastecendo aproximadamente 800 vinícolas.
O reconhecimento mundial do vinho californiano parecia iminente até 16 de janeiro de 1919, quando a 18ª Emenda deu início à Lei Seca. Foi ordenado que os vinhedos fossem arrancados e as adegas destruídas. Alguns vinhedos e vinícolas conseguiram sobreviver convertendo-se para a produção de uvas de mesa ou suco de uva. Algumas outras conseguiram permanecer em operação para continuar a fornecer vinho sacramental às igrejas, uma exceção permitida pelas leis da Lei Seca. Quando a Lei Seca foi revogada [en], em 1933, apenas 140 vinícolas ainda estavam em operação.

### Reestabelecimento após a proibição

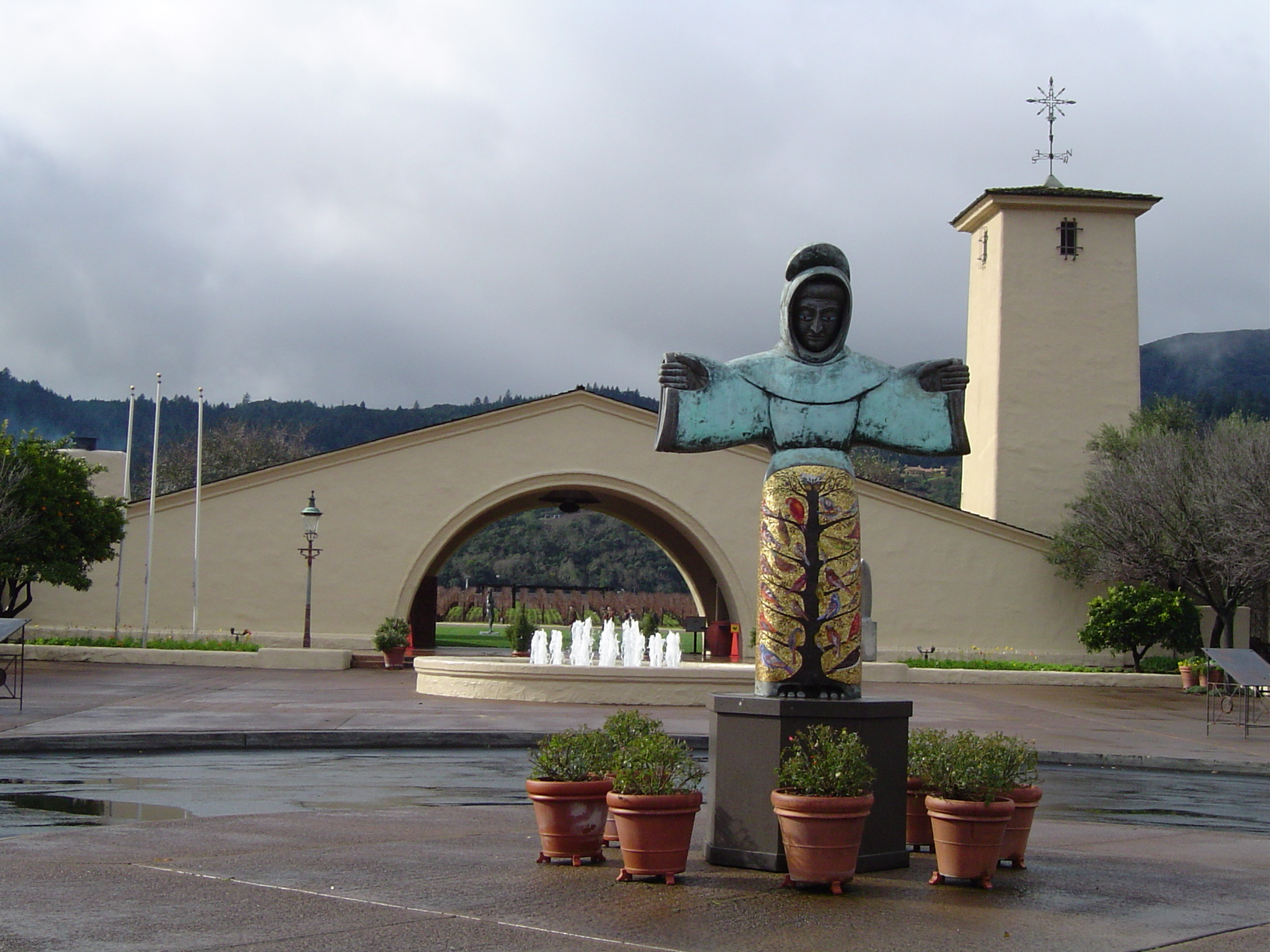
A Vinícola Robert Mondavi foi projetada para refletir a história da produção de vinho das missões espanholas

O setor de vinhos californiano recuperou-se lentamente da Lei Seca. Na década de 1960, era conhecido principalmente por seus vinhos doces no estilo porto feitos com uvas Carignan e Thompson Seedless [en] e vinhos de jarro [en]. Uma nova onda de vinicultores surgiu, dando início a um período de renascimento na produção de vinhos na Califórnia, com técnicas que fortaleciam os processos de produção de uvas, fermentação e engarrafamento. Várias vinícolas bem conhecidas começaram nessa década, incluindo Robert Mondavi [en], Heitz Wine [en] e David Bruce Winery [en] nas montanhas de Santa Cruz [en]. À medida que a qualidade do vinho californiano melhorava, a região começou a receber atenção internacional. Um evento marcante no setor de viticultura ocorreu em 1976 para celebrar o Bicentenário dos Estados Unidos [en]. O enólogo britânico, comerciante e fundador da primeira escola particular de vinhos da França, a L'Academie du Vin [en], Steven Spurrier [en], organizou a Prova de Vinhos de Paris de 1976, na qual renomados enófilos franceses participaram de uma degustação às cegas [en] para julgar os melhores vinhos das regiões vinícolas da Califórnia e das prestigiadas regiões francesas de Bordeaux e Borgonha. George Taber, o único jornalista que compareceu ao evento, escreveu o artigo “Judgment of Paris” (Julgamento de Paris) na revista Time, relatando os resultados chocantes quando os juízes locais classificaram as safras da Califórnia acima dos rótulos franceses de primeira linha nas categorias Chardonnay (branco) e Cabernet Sauvignon (tinto). Como disse Jim Barrett, gerente geral/proprietário parcial do Chateau Montelena, cujo Chardonnay 1973 foi o mais bem classificado: “O evento de 1976 levou à expansão do reconhecimento e do prestígio dos produtores de vinho do Novo Mundo, especificamente da Califórnia.
No ano de 2010, foi relatado que, pela primeira vez em 16 anos, as vendas de vinho na Califórnia caíram. Isso não se deveu a uma diminuição no consumo de vinho, mas sim a uma diminuição na disposição dos clientes de gastar grandes quantias em garrafas. Jon Fredrikson, presidente da Gomberg, Fredrikson & Associates, disse que, embora as vendas de vinhos de 3 a 6 dólares por garrafa e de 9 de 12 dólares tenham crescido, as vendas de vinhos acima de 20 dólares estagnaram. O volume de exportação de vinhos da Califórnia apresentou um crescimento impressionante e demonstrou maior popularidade em um mercado global altamente competitivo. Suas safras continuam a ter um bom desempenho ao redor do mundo, especialmente no Sudeste Asiático, no México e na União Europeia. Os produtores de vinho da Califórnia representam 80% da produção de vinho dos Estados Unidos e 95% das exportações de vinho do país. Honore Comfort, vice-presidente de marketing internacional do Wine Institute, comentou: “não há dúvida de que os vinhos da Califórnia continuarão sendo a melhor escolha para os consumidores de vinho em todo o mundo”.
A demanda por vinho dos EUA começou a se estabilizar em 2018, mas a pandemia de COVID-19 distorceu as vendas e os embarques, pois os consumidores compraram mais temporariamente. No ano de 2024, até 500.000 toneladas de uvas não foram colhidas, pois a demanda diminuiu.

## Clima e geografia

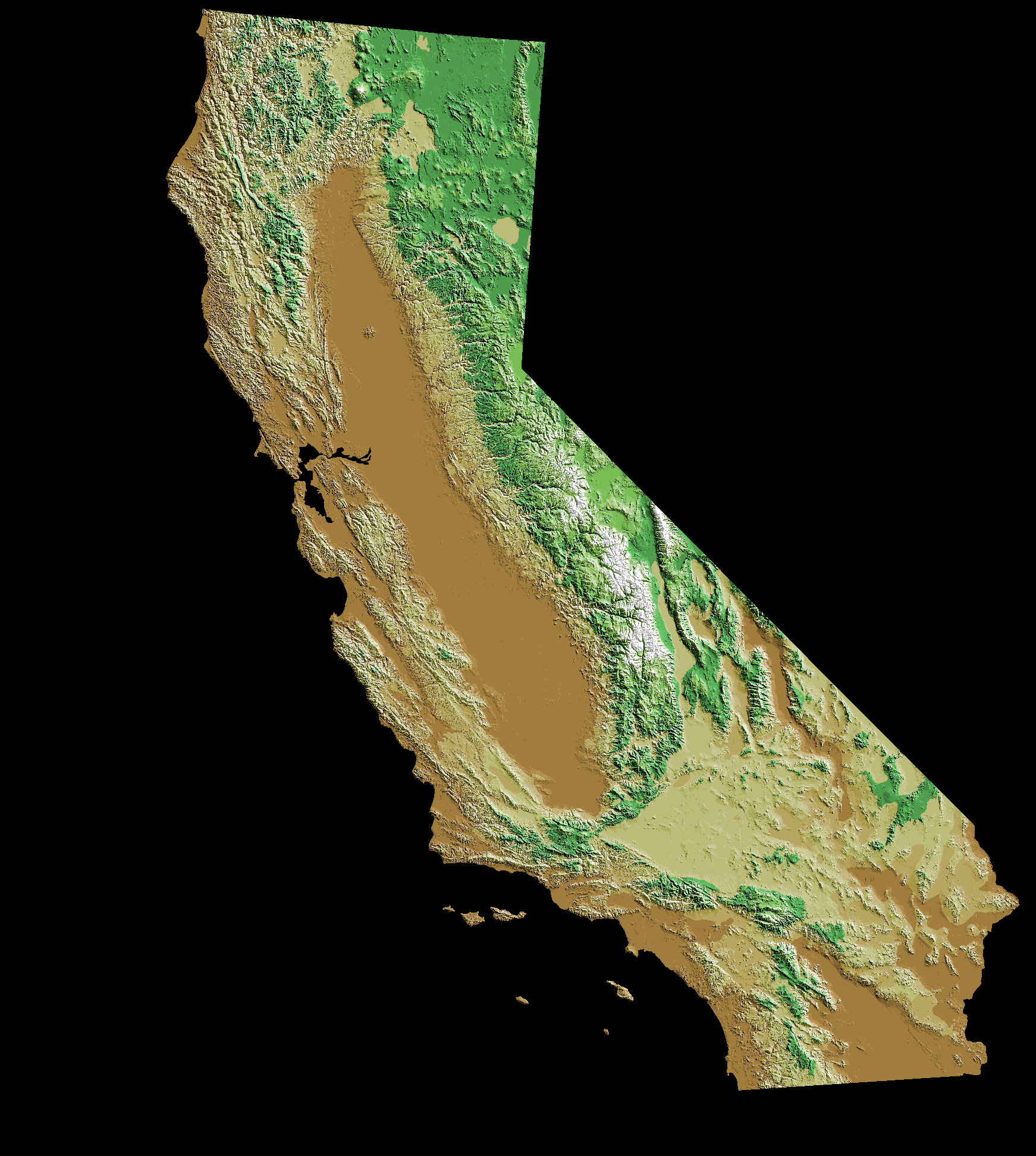
Landmass and elevations of California

A Califórnia é uma região geologicamente muito diversificada e varia muito na gama de climas e terroirs que podem ser encontrados. A maioria das regiões vinícolas do estado se encontra entre a costa do Pacífico [en] e o Vale Central. O Oceano Pacífico e as grandes baías, como as baías de São Francisco e Monterey, servem como influências temperantes para as regiões vinícolas próximas, fornecendo ventos frios e neblina que equilibram o calor e a luz solar. Embora a seca possa ser um perigo para a vinicultura, a maioria das áreas da Califórnia recebe quantidades suficientes de chuva, com a precipitação anual nas regiões ao norte de São Francisco entre 610 e 1.143 mm (24 e 45 polegadas) e as áreas ao sul recebendo 330 a 508 mm (13 a 20 polegadas). Os invernos são amenos, com pouca ameaça de danos causados pela geada durante a primavera. Para conter a ameaça de geada, os proprietários de vinhedos costumam usar máquinas de vento, aspersores e lamparina de fumaça [en] para proteger as videiras.
Embora as regiões vinícolas da Califórnia possam ser classificadas, em geral, como de clima mediterrâneo, também há regiões com climas secos mais continentais. A proximidade com o Pacífico e o acesso desobstruído ao vento costeiro e à neblina determinam o frescor relativo de uma região vinícola. As áreas cercadas por barreiras montanhosas, como algumas partes dos condados de Sonoma e Napa, são mais quentes devido à falta dessa influência de resfriamento. Os tipos de solo e as formas de relevo da Califórnia variam muito, tendo sido influenciados pelas placas tectônicas das placas da América do Norte e do Pacífico. Em algumas áreas, os solos podem ser tão diversos que os vinhedos estabelecerão blocos da mesma variedade de videira plantada em solos diferentes com o objetivo de identificar diferentes componentes de mistura. Essa diversidade é um dos motivos pelos quais a Califórnia tem tantas Áreas Vitivinícolas Americanas [en] diferentes e distintas.

### Água e irrigação
O vinhedo médio na Califórnia usa 318 galões de água para produzir um único galão de vinho por meio de irrigação. A média depende, em parte, da região em que as uvas são cultivadas, com 243 galões de água por galão de vinho na região da Costa Norte e 471 galões na Costa Central.

## Regiões vinícolas

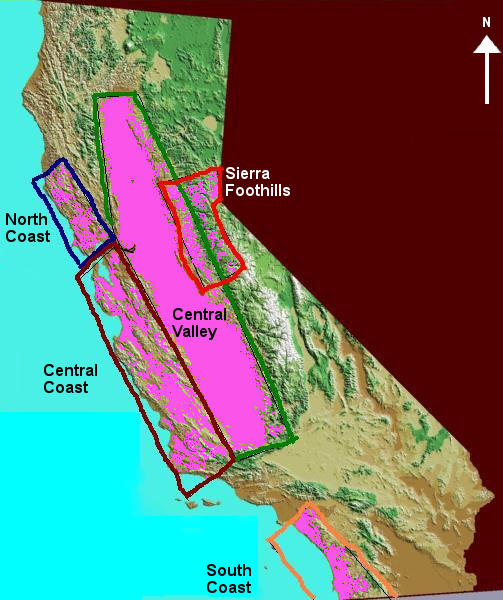
Localizações gerais das regiões vinícolas da Califórnia

A Califórnia tem mais de 427 000 acre(s)s (1 700 km2) plantados com videiras, a maioria localizada em uma faixa de terra que abrange mais de 700 milhas (1 100 km) do condado de Mendocino [en] até a ponta sudoeste do condado de Riverside. Há 147 Áreas Vitivinícolas Americanas [en] (AVAs), incluindo as conhecidas Napa, Russian River Valley [en], Rutherford [en] e Sonoma Valley [en]. O Central Valley é a maior região produtora de vinhos da Califórnia, estendendo-se por 300 milhas (480 km) do Vale de Sacramento ao sul até o Vale de San Joaquin. Essa região produz quase 75% de todas as uvas para vinho da Califórnia e inclui muitos dos produtores de vinho a granel, de caixa [en] e de jarro da Califórnia, como Gallo, Franzia [en] e Bronco Wine Company [en].
A Califórnia costuma ser dividida em quatro regiões principais:
- Costa Norte – Inclui a maior parte da Costa Norte, ao norte da Baía de São Francisco. A grande Costa Norte AVA [en] abrange a maior parte da região. Regiões vinícolas notáveis incluem o condado de Napa e Sonoma [en] e as AVAs dentro deles. Os condados de Mendocino [en] e Lake [en] também estão nessa região.
- Costa Central – Inclui a maior parte da Costa Central da Califórnia [en], inclusive a área ao redor da Baía de São Francisco, estendendo-se ao sul pelos históricos condados de Monterrey [en], San Luis Obispo [en] e Santa Barbara [en]. A vasta Costa Central AVA [en] engloba a região. As regiões vinícolas notáveis nessa área incluem Livermore Valley AVA [en], Vale de Santa Clara AVA [en], Baía de São Francisco AVA [en], Santa Cruz Mountains AVA [en], Monterey AVA [en], Paso Robles AVA [en], Costa de San Luis Obispo AVA [en], Santa Maria Valley AVA [en] e Santa Ynez Valley AVA [en].
- Costa Sul – Inclui parte do sul da Califórnia, ou seja, as regiões costeiras ao sul de Los Angeles até a fronteira com o México. Regiões vinícolas notáveis nessa área incluem Temecula Valley AVA [en], Antelope Valley [en]/Leona Valley AVA [en], Vale de São Pascoal AVA [en] e Ramona Valley AVA [en]. Os vinicultores locais da área de San Luis Rey [en] estão em processo de proposta para estabelecer uma área vitivinícola específica para essa região.[22]
- Vale Central –Inclui o Vale Central e a Sierra Foothills AVA [en]. As regiões vinícolas notáveis nessa área incluem as AVAs Lodi [en] e Squaw Valley-Miramonte AVA [en].

## Uvas e vinhos

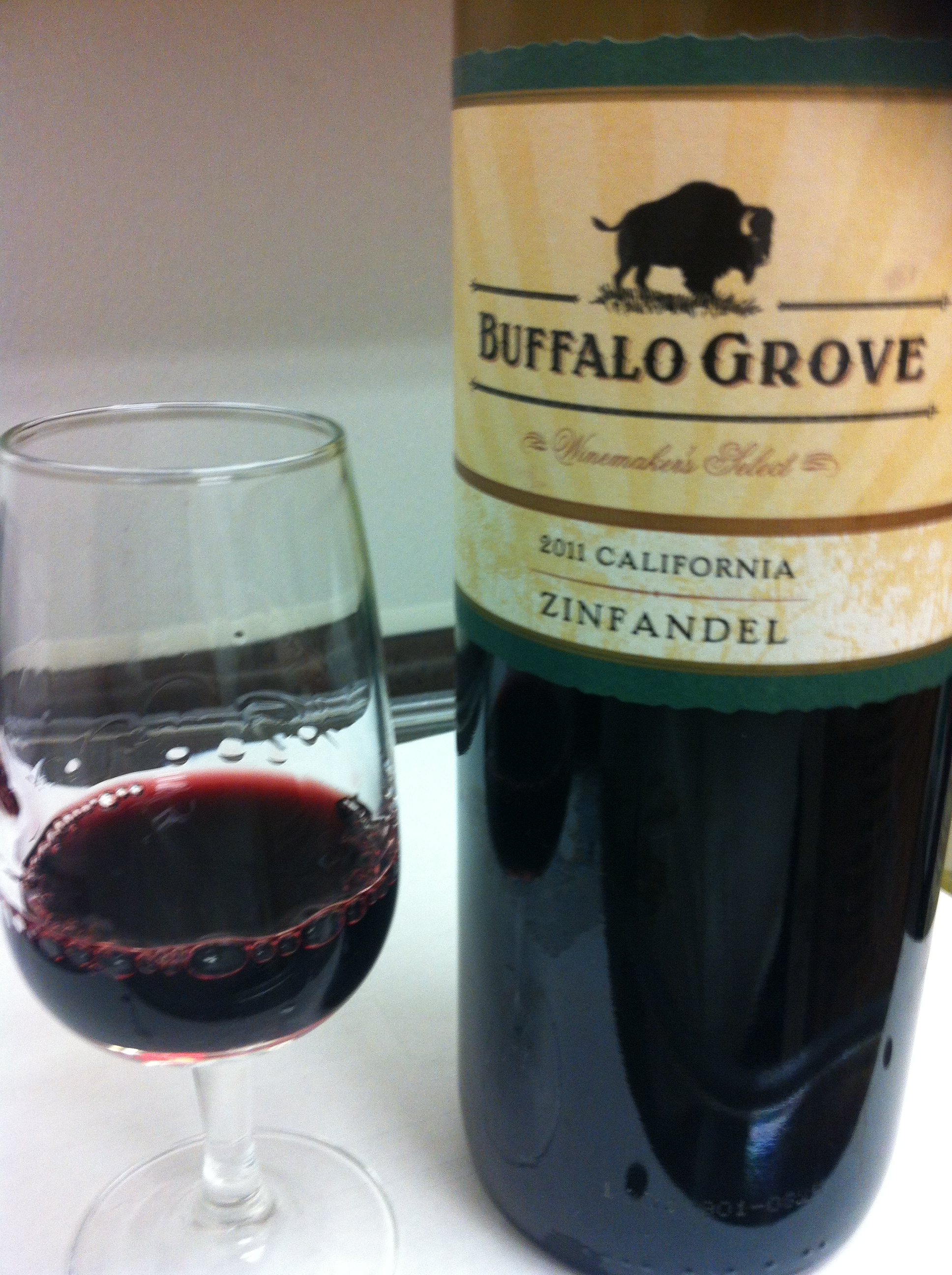
Um Zinfandel da Califórnia

Mais de cem variedades de uvas são cultivadas na Califórnia, incluindo francesas, italianas e espanholas, além de uvas híbridas e novas variedades de Vitis vinifera desenvolvidas no Departamento de Viticultura e Enologia [en] da Universidade da Califórnia em Davis. As sete principais variedades de uvas são:
- Cabernet Sauvignon
- Chardonnay
- Merlot
- Sauvignon blanc
- Syrah
- Zinfandel
- Pinot noir

Outras uvas importantes para vinho tinto incluem Barbera, Cabernet Franc, Carignan, Grenache, Malbec, Mourvèdre, Petite Sirah, Petit Verdot, Sangiovese e Tannat. As variedades importantes de vinho branco incluem Chenin blanc, French Colombard, Gewürztraminer, Marsanne, Muscat Canelli [en], Pinot blanc, Pinot gris, Riesling, Roussane, Sémillon, Trousseau gris [en] e Viognier.
Até o final da década de 1980, o setor de vinhos da Califórnia era dominado pelas variedades de Bordeaux e Chardonnay. As vendas começaram a cair à medida que os consumidores de vinho ficavam entediados com a familiaridade desses vinhos.[carece de fontes?] Grupos de produtores de vinho, como os Rhone Rangers [en] e uma nova onda de produtores de vinho italianos apelidados de “Cal-Ital”, revigoraram o setor com novos estilos de vinho feitos de diferentes variedades, como Syrah, Viognier, Sangiovese e Pinot grigio. O Vinho de Bonny Doon [en], sediada em Santa Cruz, foi uma das primeiras vinícolas a promover ativamente essas variedades de uvas na Califórnia. A grande variedade de uvas para vinho também incentiva uma grande variedade de vinhos. A Califórnia produz vinhos em quase todos os estilos de vinho conhecidos, espumantes, vinhos de sobremesa e vinhos fortificados. No início do século XXI, os vinicultores começaram a reviver variedades de uvas tradicionais, como Trousseau gris [en] e Valdiguié [en].

### Vinhos do 'novo mundo'

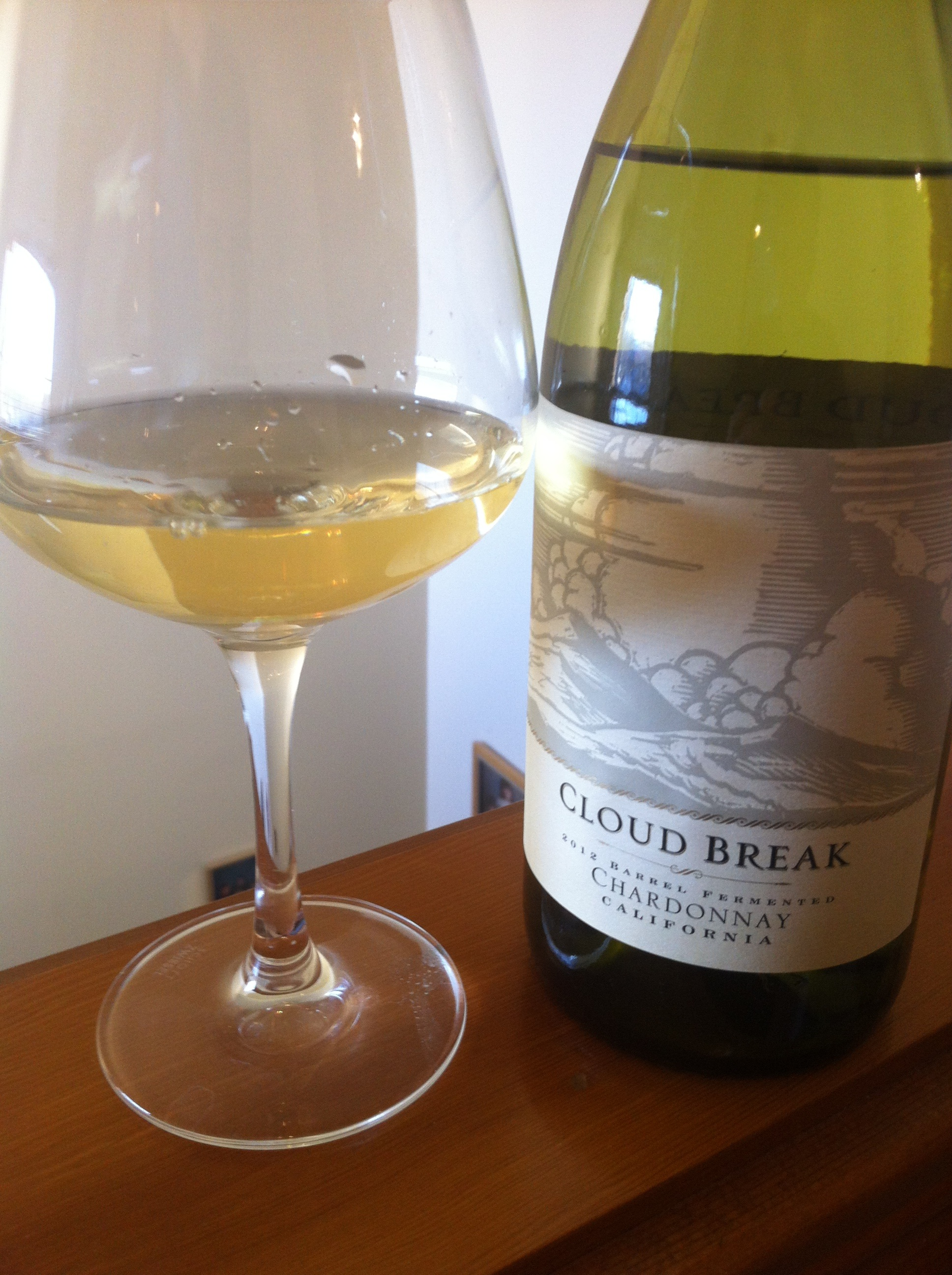
Um Chardonnay da Califórnia fermentado em barril

Embora os vinicultores californianos produzam vinhos em estilos mais 'velho mundo' ou europeus, a maioria dos vinhos californianos favorece os vinhos mais simples e mais frutados do 'novo mundo'. O clima quente e confiável permite que muitas vinícolas usem frutas muito maduras, o que cria um estilo de vinho mais frutado, em vez de terroso ou mineral. Também cria a oportunidade para níveis mais altos de álcool, com muitos vinhos californianos com mais de 13,5% de teor alcoólico.
O estilo do Chardonnay californiano difere muito de vinhos como o Chablis, com os vinicultores californianos usando frequentemente a fermentação malolática e o envelhecimento em carvalho para produzir vinhos amanteigados e encorpados. Os Sauvignon blancs californianos não são tão herbáceos quanto os vinhos do Vale do Loire [en] ou da Nova Zelândia e são mais ácidos. Alguns Sauvignon blanc passam algum tempo em carvalho, o que pode mudar radicalmente o perfil do vinho. Robert Mondavi foi o pioneiro nesse estilo como um Fume blanc, que outros produtores de vinho californianos adotaram. Entretanto, esse estilo não é estritamente definido como um vinho de carvalho.

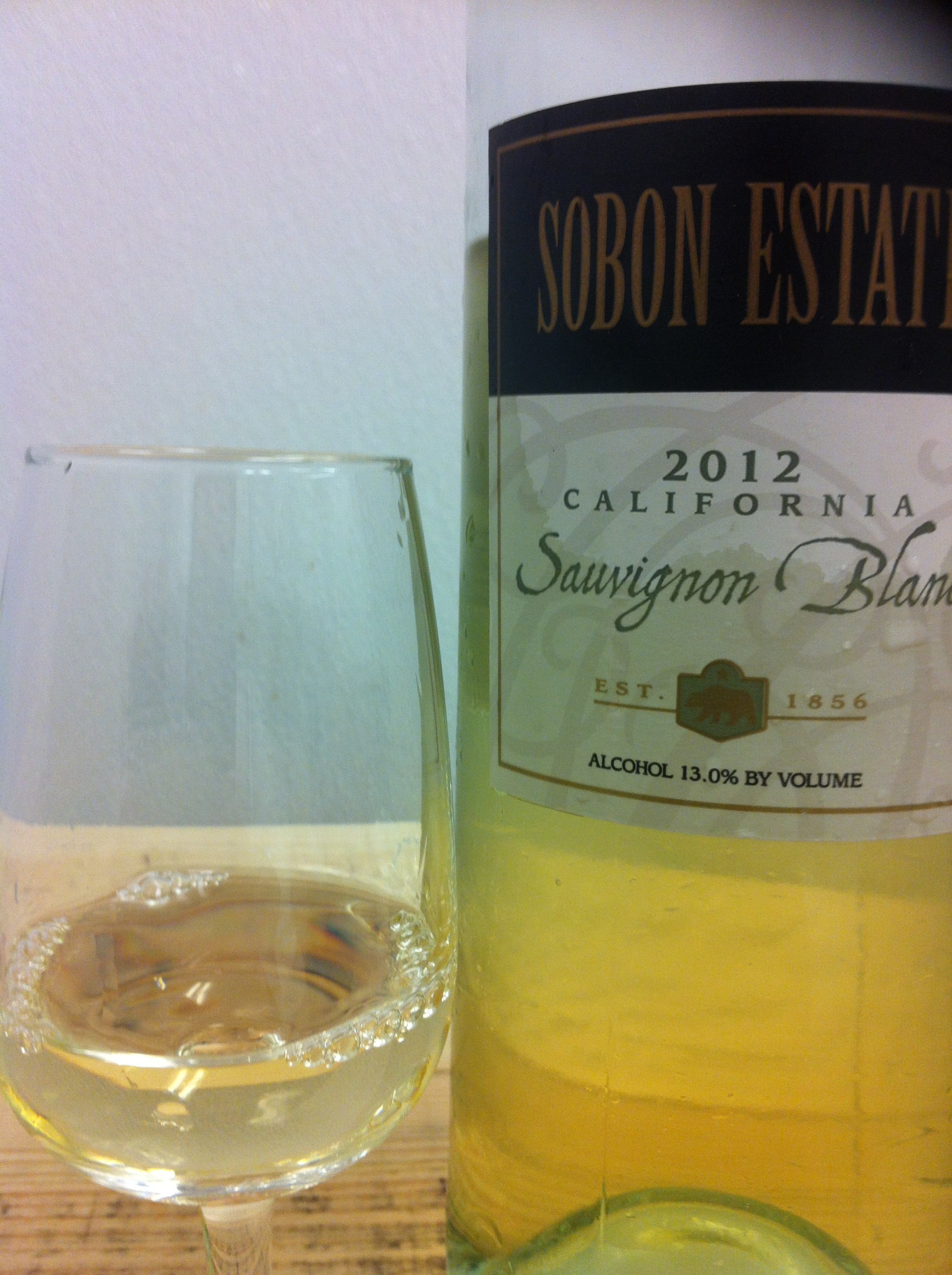
Um Sauvignon blanc da Califórnia

O estilo do California Cabernet Sauvignon – que colocou a Califórnia no mapa mundial do vinho no Julgamento de Paris – ainda hoje é uma marca registrada. Os vinhos são conhecidos por sua concentração de frutas, o que produz vinhos ricos e exuberantes. O Merlot passou a ser amplamente plantado na década de 1990 devido à sua grande popularidade e ainda é o mais vendido de todos os vinhos varietais do país. Muitos locais que não eram adequados para a uva começaram a produzir vinhos duros e sem caráter, tentando imitar a Cabernet. A Merlot, quando plantada em locais melhores, tende a produzir um estilo concentrado e macio. O perfil do Pinot noir californiano geralmente assume um estilo mais intenso e frutado do que os vinhos mais sutis e elegantes da Borgonha ou do Oregon. Até ser ultrapassada pela Cabernet em 1998, a Zinfandel era a uva de vinho tinto mais amplamente plantada na Califórnia. Isso se deveu em parte à grande popularidade da Zinfandel branco [en]. Apesar de serem produzidos com a mesma uva, a única semelhança entre o Zinfandel branco e o tinto é o nome. O Zinfandel é um vinho potente e frutado com altos níveis de acidez e sabor de geleia. O Zinfandel branco é um vinho fino e levemente doce. Embora a uva tenha origem europeia, a Zinfandel é considerada uma uva de estilo americano exclusivo.

### Vinhos espumantes e de sobremesa

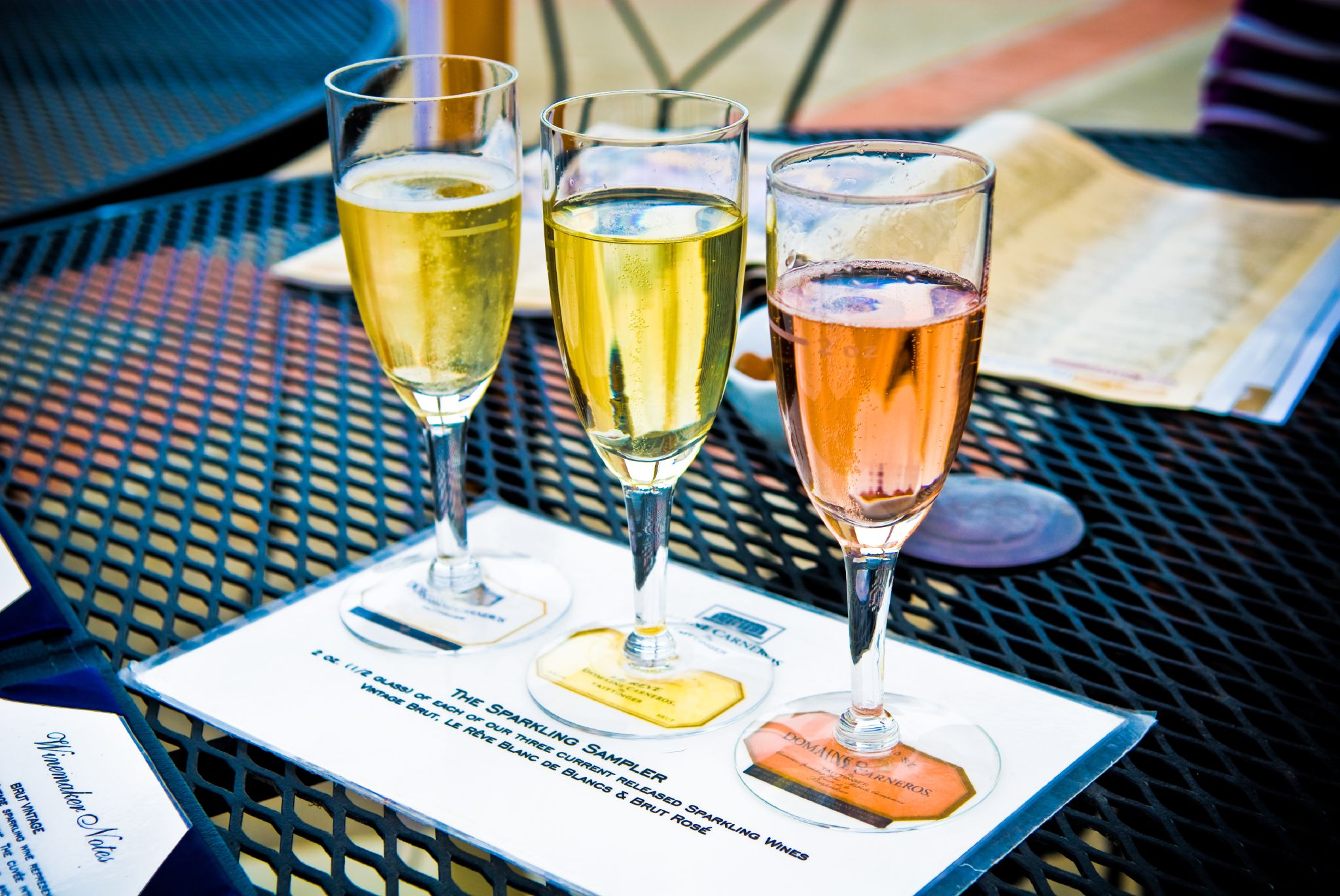
Vinhos espumantes produzidos por en

O vinho espumante da Califórnia tem suas raízes em Sonoma, na década de 1880, com a fundação da Korbel Champagne Cellars [en]. Os irmãos Korbel produziam vinho espumante de acordo com o méthode champenoise a partir de Riesling, Chasselas, Moscatel e Savagnin [en].
Atualmente, a maior parte do vinho espumante da Califórnia é produzida, em grande parte, com as mesmas uvas usadas em champanhe: Chardonnay, Pinot noir e algumas Pinot Meunier. Algumas vinícolas também usam Pinot blanc, Chenin blanc e French Colombard. Os produtores de qualidade premium ainda usam o méthode champenoise (ou método tradicional), enquanto alguns produtores de baixo custo, como a marca Andre, da Gallo [en], ou Cook's, da Constellation Brands [en], usam o método Charmat.
O potencial para vinhos espumantes de qualidade atraiu as casas de champanhe a abrir vinícolas na Califórnia. Entre elas estão a Domaine Chandon [en] da Moët et Chandon, a Domaine Carneros da Taittinger [en] e a Roederer Estate [en] da Louis Roederer [en]. Apesar de serem produzidos principalmente com as mesmas uvas e com as mesmas técnicas de produção, os vinhos espumantes da Califórnia não pretendem imitar o champanhe, mas sim criar seu próprio estilo distinto. Em vez de ter a qualidade “biscuity” e de levedura que distingue a maioria dos champanhes de alta qualidade, os vinhos espumantes premium da Califórnia mostram clareza de sabores de frutas sem serem muito “frutados”. Os vinhos buscam finesse e elegância. A condição climática ideal permite que a maioria dos produtores de vinho espumante faça um vinho com data de safra todos os anos, enquanto em Champagne isso só aconteceria em anos excepcionais.
Desde o renascimento do vinho na década de 1960, a qualidade dos vinhos de sobremesa e vinhos fortificados da Califórnia melhorou significativamente. A Beringer [en] foi uma das primeiras a criar um vinho 'botrytizado' a partir das uvas Sauvignon blanc e Sémillon. Diferentemente de Sauternes, o vinho da Beringer era feito com uvas colhidas regularmente e, em seguida, introduzidas ao fungo Botrytis cinerea criado em laboratório. Desde então, produtores de vinho da Califórnia, em regiões como a Alexander Valley AVA [en], encontraram vinhedos onde essa podridão nobre pode ocorrer naturalmente nas uvas. As regiões de Anderson e Alexander Valley AVA [en] também ganharam fama por seus vinhos de colheita tardia produzidos a partir de Riesling. Vários vinhos de Moscatel ao estilo francês e italiano são produzidos em toda a Califórnia e são conhecidos por seus aromas intensos e acidez equilibrada. Os vinhos ao estilo do Vinho do Porto na Califórnia são frequentemente produzidos com as tradicionais uvas portuguesas, como Touriga Nacional, Tinta Cão [en] e Tinta Roriz. Alguns estilos exclusivamente californianos também são feitos a partir de Zinfandel e Petite Sirah.

## Na cultura popular
Devido à sua importância e influência no mercado estadunidense, o vinho californiano vem sendo constantemente citado em diversas produções culturais:

### Literatura
- As Vinhas da Ira: livro de John Steinbeck publicado em 1939, evoca a dureza da Grande Depressão vivida pelos trabalhadores rurais e tem como pano de fundo a Califórnia e são mencionadas as vinícolas da região.[32][33]

### Cinema
- Sideways: o filme não apenas destacou a região vinícola da Califórnia, mas também mudou significativamente o gosto do público em relação ao Pinot Noir.[34][35]
- Bottle Shock: o longa retrata o surgimento da indústria vinícola no Napa Valley durante a década de 1970, destacando a vitória histórica da vinícola californiana Chateau Montelena na competição internacional de 1976, realizada em Paris, que consagrou a região como uma das principais produtoras de vinho do mundo.[36][37]

- As Vinhas da Ira: adaptação cinematográfica do livro de Steinbeck, lançado em 1940.[38]

### Música
- Sweet Virginia [en], da banda britânica The Rolling Stones: integrante do álbum Exile on Main St. de 1972, a canção composta por Mick Jagger e Keith Richards, agradece ao estado pela sua produção de vinho.[39]
- Hotel California, da banda estadunidense Eagles: lançada em 1976 no álbum Hotel California, embora a canção não seja especificamente sobre vinho, a menção a "pink champagne on ice" evoca a atmosfera luxuosa e hedonista associada à Califórnia, onde a cultura do vinho é parte integrante